# Jaworze (województwo zachodniopomorskie)
Jaworze (niem. Gabbert) – wieś w Polsce położona w województwie zachodniopomorskim, w powiecie drawskim, w gminie Kalisz Pomorski. W latach 1975–1998 miejscowość administracyjnie należała do województwa koszalińskiego. W roku 2007 wieś liczyła 5 mieszkańców. Miejscowość wchodzi w skład sołectwa Prostynia.

## Geografia
Wieś leży ok. 8 km na zachód od Prostyni, nad rzeką Krzywą.

## Historia
Dawniej wieś znajdowała się na terenie poligonu drawskiego, w jej pobliżu, na północnym brzegu jeziora Trzebuń zlokalizowane było lotnisko Jaworze oraz Wojskowy Dom Wypoczynkowy „Wilga”, w którym internowano opozycjonistów w czasie stanu wojennego. Poniemieckie trawiaste lotnisko – niemieckie oznaczenie Gabbert, praktycznie nieużywane od wojny – pełniło rolę lotniska zapasowego dla 37. pułku śmigłowców transportowych z Leźnicy Wielkiej k. Łęczycy (woj. łódzkie).

### Internowani w Jaworzu 1981–1983
Piotr Amsterdamski, Stefan Amsterdamski, Władysław Bartoszewski, Andrzej Celiński, Andrzej Drawicz, Bronisław Geremek, Jerzy Holzer, Jerzy Jedlicki, Henryk Karkosza, Andrzej Kijowski, Bronisław Komorowski, Waldemar Kuczyński, Lesław Maleszka, Aleksander Małachowski, Halina Mikołajska, Tadeusz Mazowiecki, Stefan Niesiołowski, Maciej Rayzacher, Janusz Szpotański, Andrzej Szczypiorski, Piotr Wierzbicki, Wiktor Woroszylski.

## Ciekawostka
Częstym gościem, spędzającym chętnie urlop we wsi był polski kardiochirurg i polityk Zbigniew Religa.